# Австралія й Океанія
Австралія й Океанія — частина світу, що складається з материка Австралія, островів, що прилягають до Австралії та островів, які входять в Океанію.
Загальна площа Австралії та Океанії становить 8,52 млн км², населення — 43 млн осіб. (9 вересня 2021) (0,6 % населення Землі).
Для Австралії та Океанії характерні теплий морський клімат, високий ендемізм флори і фавни.
При поділі всієї суші на частини світу Океанія зазвичай об'єднується з Австралією, це — не єдиний відомий варіант розподілу суші на частини світу.

## Австралія

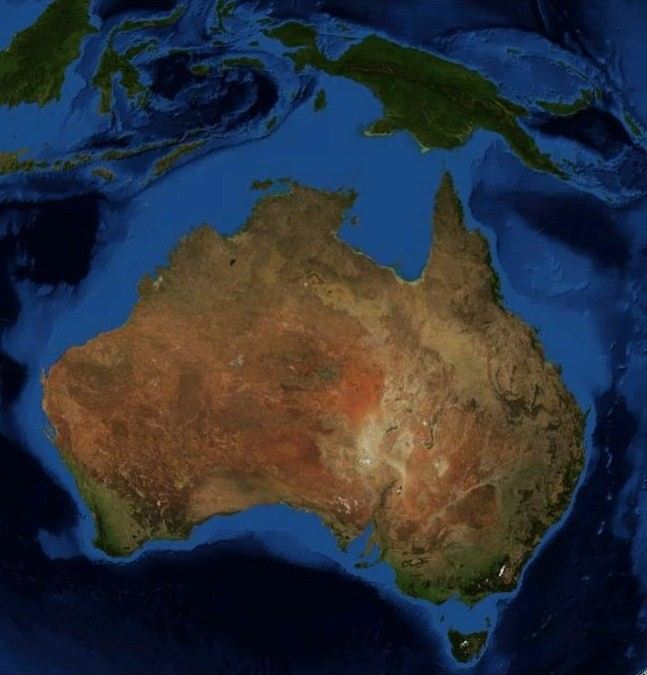
Супутниковий знімок Австралії

Австралія — за геологічним віком уважається найстарішим континентом. Він являє собою величезне плато ввігнуте в центральній частині та підняте по краях. Рівнини займають 95 % території, велика їхня частина — це безлюдний простір із пустель і боліт. Водночас континент багатий підземними водами, які утворюють величезні артезіанські басейни на глибині від 20 м до 2 км.
Австралія — найменший з материків. Площа його 7,7 млн км². Це, мабуть, і найнезвичайніший материк земної кулі. Приблизно 50 млн років тому він відокремився від праконтиненту Гондвани та відтоді існує в ізоляції. Вважається, що корінні жителі країни — аборигени переселилися з Азії 40–50 тис. років тому. Мисливці й збирачі коріння, ягід, горіхів, лікарських трав, місцеві жителі користувалися кам'яними знаряддями праці навіть у XVII ст., (коли до берегів Австралії стали причалювати її першовідкривачі — європейці).
Австралійський Союз — країна іммігрантів. Основна частина населення — нащадки переселенців. Колонізація континенту європейцями почалася в кінці XVIII століття. Першими переселенцями були англійці, а сьогодні серед жителів Австралії є представники практично всіх народів Європи, в тому числі 200 тис. осіб — вихідці з колишнього СРСР. Останнім часом зростає частка імміграції з Азії (до 7 % від загальної кількості населення). У 2000 р. населення Австралії становило 19,2 млн осіб. На континенті проживає близько 400 тис. аборигенів (2,1 % населення). В той самий час Австралія — найслабо населеніший континент (2,5 людини на 1 км²). Велика частина населення (85 %) проживає у містах.
В економіці Австралії важливу роль відіграє сільське господарство. За експортом пшениці, цукру, м'яса, вовни країна посідає перше місце у світі. Вугілля, залізна руда, алюміній, золото, срібло, зріджений природний газ — за цими видами продукції Австралія теж входить до числа головних експортерів світу.
Тільки в Австралії водяться сумчасті ссавці — кенгуру, коали, або сумчасті ведмеді, що живуть на деревах. Своєрідність флори і фауни Австралії пояснюється її ізольованим існуванням. Недарма з 700 видів птахів близько 500 видів вважаються ендемічними.

### Державні утворення
- Острови Ашмор і Картьє
- Австралія
- Острів Різдва
- Кокосові острови
- Острови Коралового моря
- Нова Зеландія
- Острів Норфолк

## Океанія

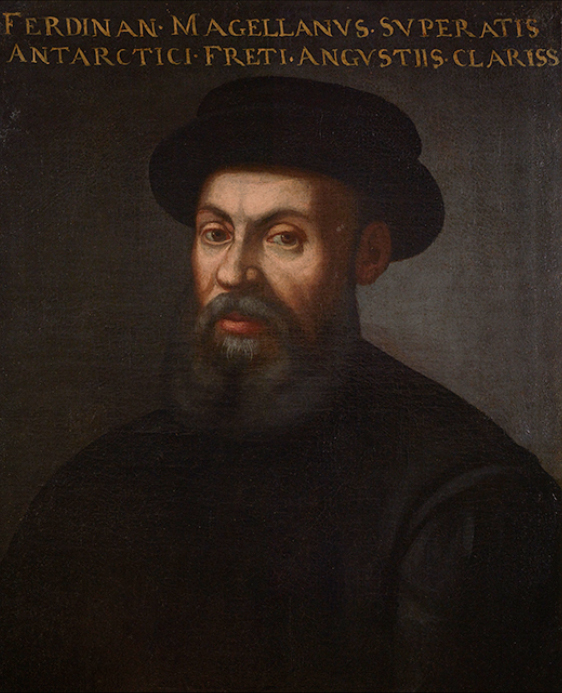
Фернан Магеллан

Океанія — це найбільше у світі скупчення островів (близько 10 тис.) у центральній і західній частинах Тихого океану. Острови розташовані між субтропічними широтами північної півкулі та помірними — південного. Найбільші острови в Океанії — Нова Гвінея (його західна половина — провінція Іріан Джая належить Індонезії) і Нова Зеландія (Північний і Південний острови). Вони займають 80 % території Океанії. В Океанії вчені виділяють три великі групи островів: Меланезія — самі західні й великі острови; Мікронезія — дрібні острови на північ від Меланезії; Полінезія — острови в центральній частині океану. Кожна з цих груп складається з декількох архіпелагів. У самостійну частину Океанії виділяється Нова Зеландія, хоча за своїм етнічним складом вона ближче до Полінезії.
Населення — близько 18 млн осіб. Загальна площа її суші — 1,2 млн км².
Острови Меланезії й західної Мікронезії — це надводні частини величезних гірських ланцюгів, що підіймаються з дна Тихого океану. Великі острови гористі, розсічені долинами. Багато островів центральної частини Тихого океану не що інше, як конічні вершини підводних вулканів. До них належать Гавайські острови (частина території США), Самоа, Маркізькі острови, південні острови Кука, острови Товариства, острів Пасхи (належить Чилі). Деякі з вершин вінчають ці острови вулканів могли б вважатися найвищими у світі. Наприклад, висота Мауна-Лоа та Мауна-Кеа на острові Гаваї від підводної підстави — понад 9 тис. м. Однак більшість островів Полінезії та східній Мікронезії — низькі коралові атоли, іноді ледь підіймаються над водою.
Флора Океанії не дуже багата кількістю видів. Крім впливу широтного розташування на характері рослинності сильно позначається і висота над рівнем моря. На деяких найвищих островах можна зустріти всі кліматичні типи рослинності — від вологих вічнозелених лісів до високогірної, майже тундрової рослинності на вершині. Фауна Океанії бідна. На островах майже немає ссавців. Багато птахів, але кількість їх видів зменшується в напрямку на схід.
У науці ще немає єдиної думки про те, як заселялася Океанія — із заходу або сходу. На думку більшості вчених, заселення почалося з Південно-Східної Азії й поступово йшло з півночі та заходу на південь і схід. На найвіддаленіших на схід островах людина влаштувалася, мабуть, тільки до XIV ст. Предки нинішніх океанівців були відважними та умілими мореплавцями.
Корінне населення Океанії ділять на меланезійців, мікронезійців і полінезійців. Полінезійці, наприклад, говорять на споріднених мовах, але на кожному архіпелазі та навіть поодиноких островах живе свій народ — тонганці, ніуеанці, токелауанці Таїті, тубу-айці рапануйці (острів Пасхи) і т. д. Крім корінного населення на островах Океанії проживає майже стільки ж стороннього населення. Це австралійці, новозеландці, англійці, французи, американці, японці, філіппінці, індійці та ін.
Європейським країнам до XVI ст. не було відомо про існування Океанії. Лише під час навколосвітньої подорожі Фернана Магеллана були відкриті Маріанські острови, але і після цього пройшли століття, перш ніж багато архіпелаги та острови Океанії з'явилися на карті Світового океану.

Політична карта Австралії та Океанії

### Меланезія
- Соломонові Острови
- Вануату
- Фіджі
- Папуа Нова Гвінея
- Нова Каледонія
- Молуккські острови
- Папуа (провінція)
- Західне Папуа (провінція)

### Мікронезія
- Науру
- Острови Гілберта ( Кірибаті)
- Маршаллові Острови
- Федеративні Штати Мікронезії
- Палау
- Гуам ( США)
- Північні Маріанські острови ( США)
- Острів Вейк ( США)

### Полінезія
- Нова Зеландія
- Американське Самоа
- Острови Кука
- Острів Пасхи
- Французька Полінезія
- Гаваї
- Ніуе
- Піткерн
- Самоа
- Токелау
- Тонга
- Тувалу
- Волліс і Футуна

## Демографія

### Найбільші міста регіонів
- Австралазія (столиця, найбільше місто або місто-мільйонник:: Сідней)
- Меланезія (столиця, найбільше місто або місто-мільйонник:: Джаяпура)
- Мікронезія (столиця, найбільше місто або місто-мільйонник:: Тарава)
- Полінезія (столиця, найбільше місто або місто-мільйонник:: Гонолулу)

### Релігія

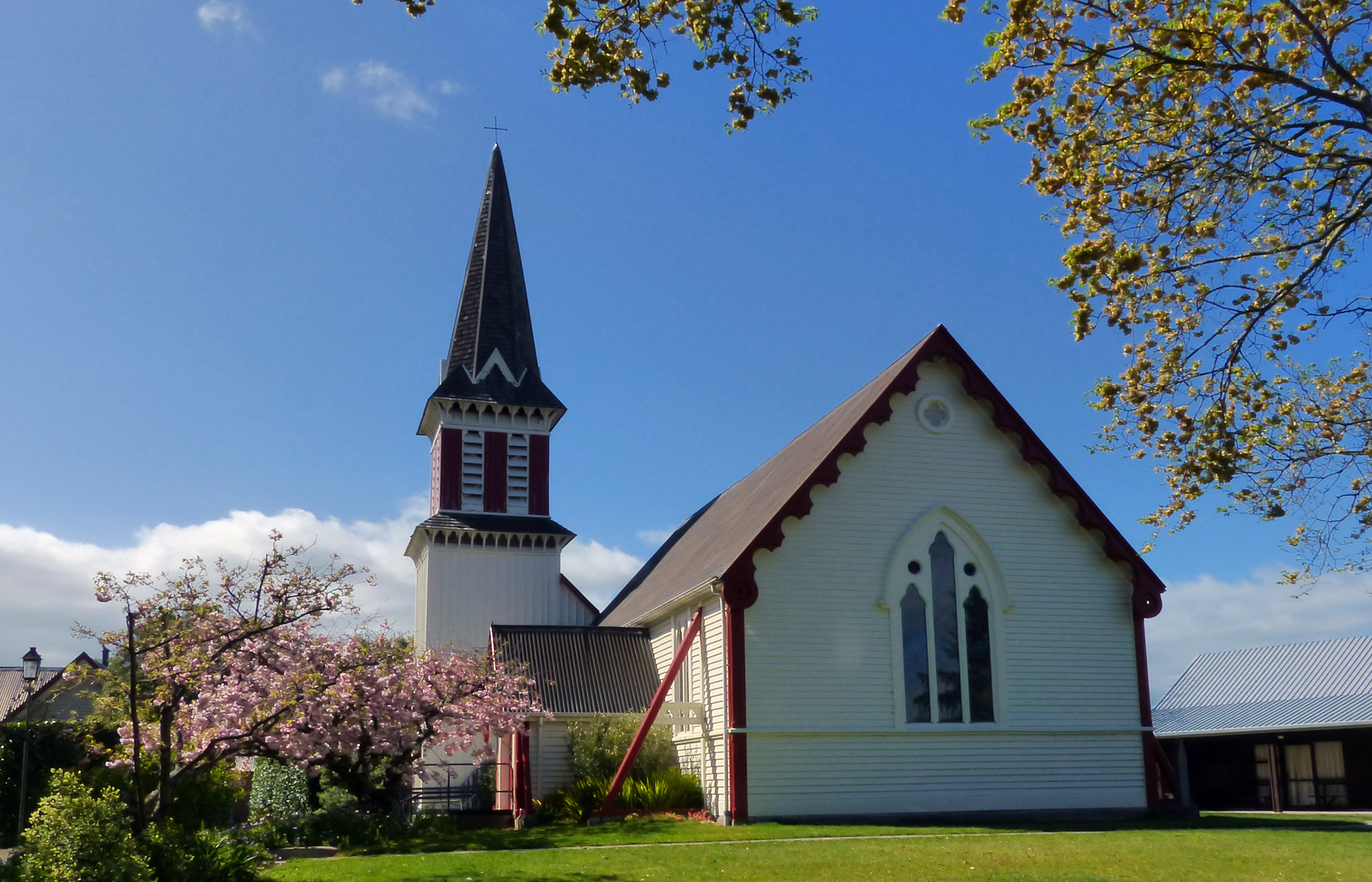
Англіканська церква Святого Інокентія в Емберлі, Нова Зеландія

Переважаючою релігією в Океанії є християнство (73 %). Опитування 2011 року показало, що 92 % у Меланезії, 93 % у Мікронезії та 96 % у Полінезії назвали себе християнами. Традиційні релігії часто є анімістичними, і серед традиційних племен переважає віра в духів (масалаї на ток-пісіні), що представляють природні сили. За даними перепису 2018 року, 37 % новозеландців сповідували християнство, а 48 % заявили, що не сповідують релігії. Під час перепису 2016 року 52 % населення Австралії заявили про приналежність до того чи іншого різновиду християнства, а 30 % — про відсутність релігії.
Згідно з останніми переписами в Австралії та Новій Зеландії, значна частка населення заявила, що вони не належать до «жодної релігії» (до якої входять атеїзм, агностицизм, деїзм і світський гуманізм). У Тонга повсякденне життя перебуває під сильним впливом полінезійських традицій і особливо християнської віри. Мечеть Ахмадія на Маршаллових островах — єдина мечеть у Мікронезії. Ще одна мечеть у Тувалу належить до тієї ж секти. Будинок поклоніння бахаї в Тіапапаті, Самоа, є однією з семи назв, що використовуються у вірі бахаї.
Індуїзм є вірою меншості в Океанії. Фіджі має найвищий відсоток індуїстів в Океанії — 29,7 % В абсолютних цифрах Австралія має найбільше населення індуїстів в Океанії — 2,7 % населення країни. У Новій Зеландії індуси складають 2,65 % населення. На Самоа також проживає значна кількість індуїстів.
Інші релігії в регіоні включають іслам і буддизм, які є провідними релігіями меншин в Австралії та Новій Зеландії. Юдаїзм, сикхізм і джайнізм також присутні. Сер Айзек Айзекс був першим генерал-губернатором Австралії австралійського походження і першим єврейським віцекоролівським представником у Британській імперії. Рух принца Філіпа стежать спостерігається навколо села Яохнанен на південному острові Танна у Вануату.

### Мови
Рідні мови Океанії поділяються на три основні географічні групи:
- Велика австронезійська мовна сім'я, що складається з таких мов, як малайська (індонезійська), і таких океанічних мов, як гільбертська, фіджійська, маорі та гавайська
- Мови аборигенів Австралії, включаючи велику сім'ю пама-ньюнган
- Папуаські мови Нової Гвінеї та сусідніх островів, включно з великою трансновогвінейською сім'єю

Іммігранти принесли в регіон свої власні мови. Поширені некорінні мови включають англійську в Австралії, Новій Зеландії, на Гаваях та багатьох інших територіях; французьку в Новій Каледонії, Французькій Полінезії, Уолліс і Футуна; японську на Бонінських островах ; та іспанську на острові Пасхи та Галапагоських островах. Існують також креольські мови, утворені в результаті взаємодії малайської або колоніальних мов з мовами корінних народів, такі як ток-пісін, біслама, чавакано, різні малайські торгові та креольські мови, гавайський піджин, норфук і піткерн. Контакт між австронезійською та папуаською мовами призвів до появи кількох прикладів змішаних мов, таких як майсін.

## Культура

### Австралія
З 1788 року основний вплив на австралійську культуру мала англо-кельтська західна культура з деякими впливами корінного населення.  Розбіжності та еволюція, що відбулися в наступні століття, привели до самобутньої австралійської культури. З середини 20 століття американська масова культура сильно вплинула на Австралію, зокрема через телебачення та кіно.  Інші культурні впливи походять із сусідніх азійських країн, а також через масштабну імміграцію з неангломовних країн.   «Історія банди Келлі» (1906), перший у світі повнометражний фільм, спричинив бум австралійського кіно в епоху німого кіно.   Австралійський музей у Сіднеї та Національна галерея Вікторії в Мельбурні є найстарішими та найбільшими музеями Океанії.  Святкування Нового року в місті є найбільшим в Океанії. 
Австралія також відома своєю культурою кав'ярень та кави в міських центрах. Саме в Австралії та Новій Зеландії було створено за плоску білу каву. Більшість корінних австралійських племен харчувалися простим раціоном мисливців-збирачів, які харчувалися місцевою фауною і флорою, інакше званим «чагарниковим підніжним кормом». Перші поселенці завезли на континент британську кухню, більшу частину якої сьогодні вважають типово австралійською, наприклад, недільну печеню. Мультикультурна імміграція змінила австралійську кухню; після Другої світової війни європейські мігранти, особливо з Середземномор’я, допомогли створити процвітаючу австралійську кавову культуру, а вплив азійських культур призвів до появи австралійських варіантів їхніх основних страв, таких як  тьмяний сим та рол Чіко  натхненних китайцями. 

### Гаваї
Музика Гаваїв включає традиційні та популярні стилі, від місцевої гавайської народної музики до сучасного року та хіп-хопу. Музичний внесок Гаваїв у музику Сполучених Штатів є непропорційним до невеликого розміру штату. Такі стилі, як гітара з легким звучанням, добре відомі в усьому світі, а музика з гавайським колоритом є частою частиною саундтреків до голлівудських фільмів. Гаваї також зробили великий внесок у кантрі-музику, винайшовши сталеву гітару.  Гавайська релігія є політеїстичною та анімістичною, з вірою в багатьох божеств і духів, включаючи віру в те, що духи знаходяться в нелюдських істотах і об'єктах, таких як тварини, хвилі та небо.
Кухня Гавайських островів — це суміш багатьох страв, привезених іммігрантами на Гавайські острови, включаючи найдавніших полінезійців і корінних гавайців, а також страви   американського, китайського, філіппінського, японського, корейського, полінезійського та португальського походження. Корінний гавайський музикант і активіст руху за суверенітет Гавайських островів Ізраель Камакавівооле, відомий своєю композицією «Somewhere Over the Rainbow/What a Wonderful World », був названий NPR «Голосом Гаваїв» у 2010 році в серії «50 видатних голосів».

### Спорт

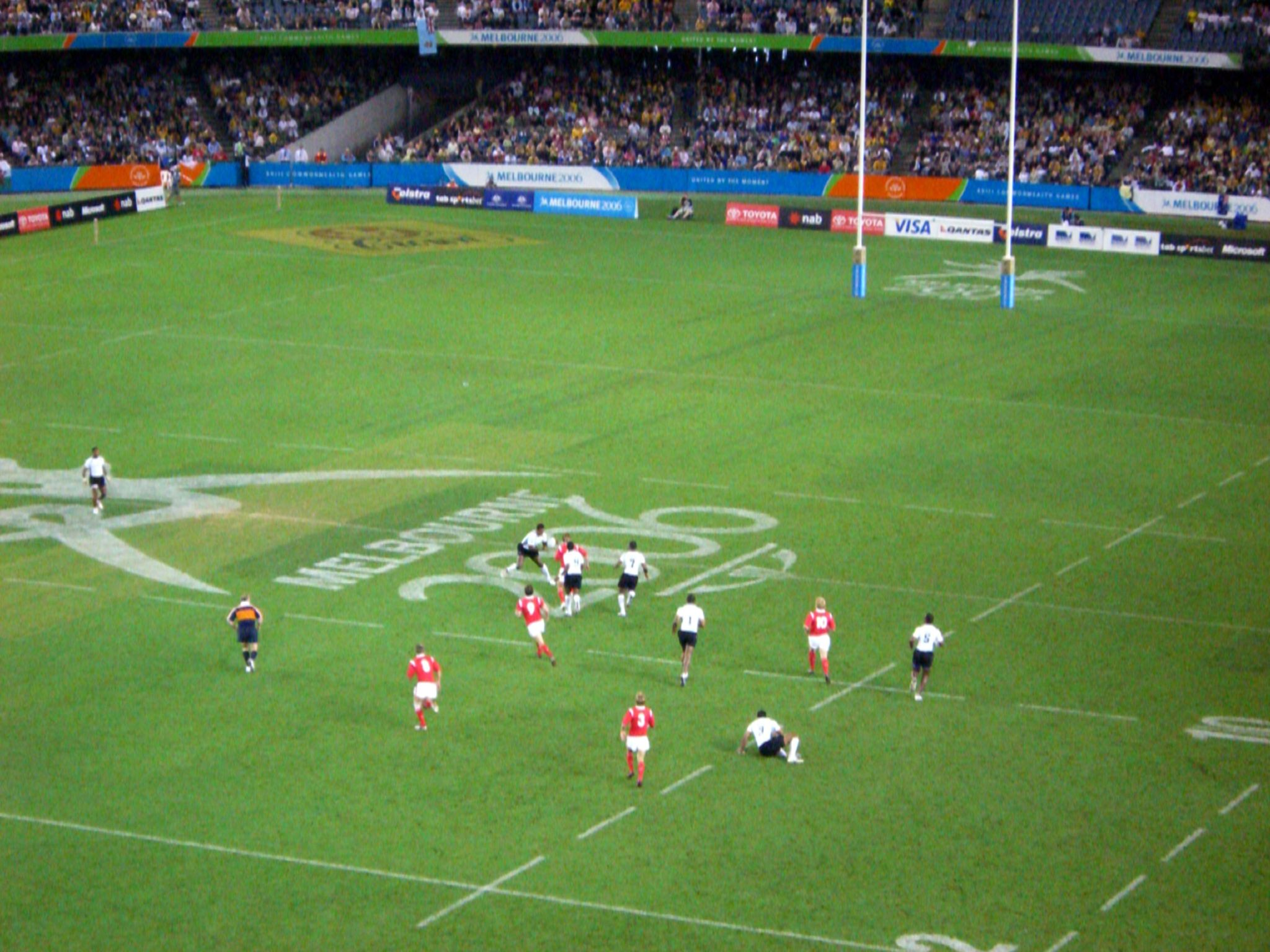
Фіджі грає проти Уельсу в регбі

Регбі-юніон — один із найвідоміших видів спорту в регіоні, він є національним видом спорту Нової Зеландії, Самоа, Фіджі та Тонга. Найпопулярнішим видом спорту в Австралії є крикет, національна збірна якого вигравала Кубок світу з крикету рекордні п'ять разів. Найпопулярніший вид спорту серед австралійських жінок — нетбол, а футбол за австралійськими правилами збирає найбільшу кількість глядачів і має найвищі телевізійні рейтинги. Регбі-юніон — найпопулярніший вид спорту серед новозеландців, а за кількістю титулів на Кубка світу з регбі вони зрівнялися з Південною Африкою, вигравши турнір тричі. Австралійська команда Wallabies двічі вигравала Кубок світу, незважаючи на меншу популярність регбі серед австралійців. У Папуа-Новій Гвінеї найпопулярнішим видом спорту є регбіліг. Збірна Фіджі з регбі-7 є однією з найуспішніших у світі, так само як і збірна Нової Зеландії.
Австралійський футбол за австралійськими правилами є національним видом спорту в Науру. Він має велику кількість прихильників у Папуа-Новій Гвінеї, де є другим за популярністю видом спорту після регбілігу. Крім того, він привертає значну увагу в Новій Зеландії та на островах Тихого океану. Найвищим рівнем спорту є Австралійська футбольна ліга (AFL), яка була четвертою за відвідуваністю спортивною лігою у світі у 2010-х роках.
Вануату — єдина країна в Океанії, яка називає футбол своїм національним видом спорту. Однак він також є найпопулярнішим видом спорту на Кірібаті, Соломонових островах і Тувалу, а також має значну (і зростаючу) популярність в Австралії. У 2006 році Австралія вийшла з Конфедерації футболу Океанії (OFC) і перейшла в Азійську футбольну конфедерацію (AFC), а їхня чоловіча команда «Соккерус» кваліфікувалася на кожен наступний Чемпіонат світу з футболу як азійський учасник. Єдиною мікронезійською країною, яка є членом OFC, є Кірібаті, хоча вони не визнаються ФІФА, як інші члени OFC. Федеративні Штати Мікронезії, Маршаллові Острови, Науру та Палау не представлені в OFC, головним чином через відсутність інфраструктури та логістичні труднощі, пов'язані з віддаленістю Мікронезії. Як і Австралія, мікронезійські залежні території Гуам і Північні Маріанські острови наразі змагаються в AFC замість OFC. Протягом багатьох років в OFC домінувала Австралія, яка стала відома своїми однозначними перемогами. Серед них — розгром Австралією Американського Самоа з рахунком 31–0 у 2001 році, який залишається найбільшою міжнародною перемогою в історії цього виду спорту.
Австралійці вважають спорт важливою частиною своєї культурної ідентичності, і країна добре виступає на міжнародній арені, незважаючи на відносно невелику кількість населення. Австралія приймала дві літні Олімпіади: Мельбурн 1956 року та Сідней 2000 року, а місто Брісбен також має прийняти Олімпіаду 2032 року. Австралія п'ять разів приймала Ігри Співдружності, а Нова Зеландія — тричі. Тихоокеанські ігри (раніше відомі як Південно-Тихоокеанські ігри) — це мультиспортивний захід, схожий на Олімпійські ігри в набагато меншому масштабі, в якому беруть участь винятково країни Тихоокеанського регіону; Австралія і Нова Зеландія вперше взяли участь в іграх 2015 року.
Щорічно в Мельбурні проходить Відкритий чемпіонат Австралії з тенісу, який вважається одним із чотирьох головних тенісних турнірів Великого шолома.